# Nicșeni
Nicșeni is een Roemeense gemeente in het district Botoșani.
Nicșeni telt 2860 inwoners.